# Campeonato Europeu de Futebol Feminino de 1989
O Campeonato Europeu de Futebol Feminino de 1989 foi disputado na Alemanha Ocidental. Foi ganho pelas donas da casa numa final contra as campeãs de 1987.